# Nécropole des Cous
La nécropole des Cous est située à Bazoges-en-Pareds, dans le département français de la Vendée. Elle se compose de deux dolmens, les Pierres-Folles et le dolmen dit « Ciste des Cous ».

## Le site
La nécropole est située à 75 m d'altitude sur un plateau calcaire à la confluence des rivières du Loing et de l'Arkanson. Elle se compose de deux dolmens, les Pierres-Folles et le dolmen dit « Ciste des Cous ». Selon Marcel Baudouin, il existait un peu plus au sud, sur une éminence du terrain, un troisième dolmen, parallèle et identique aux Pierres-Folles. Une centaine de mètres au sud-est de l'ensemble actuel, un grand nombre d'ossements furent découverts lors de labours sur l'emplacement d'une probable sépulture préhistorique. Un quatrième dolmen dit la Pierre-Rousse, détruit au XIXe siècle, existait 300 m plus au sud. Enfin, selon Baudouin plusieurs menhirs en granite existaient dans les environs, celui dit menhir de la Vierge, qui gisait renversé non loin à l'est, fut rapporté sur le site lors d'un remembrement.
L'absence d'homogénéité entre le matériel archéologique découvert dans le dolmen des Pierres-Folles et celui retrouvé dans la « Ciste des Cous » implique deux possibilités : l'un des deux monuments fut délibérément choisi pour être réoccupé ou, ce qui est plus vraisemblable, le plus ancien, la « Ciste des Cous », était déjà en ruine lors de la construction du second.
La nécropole est située à moins de 3 km au sud-est du dolmen de la Pierre-Levée des Landes et du menhir des Landes.

## Historique
Le tumulus fut endommagé en 1910 pour en extraire des pierres destinées à l'empierrement des chemins et des ossements furent alors mis au jour. Selon M.-A Paillat, qui entreprit cette extraction, des fouilles y avaient cependant déjà été entreprises quelques années plus tôt par des chercheurs de trésor croyant y trouver le squelette d'un druide avec sa faucille en or. Lors des fouilles menées par Marcel Baudouin et Lucien Rousseau, son propriétaire, en août 1913, le tiers nord du tumulus avait déjà disparu et les orthostates de la « Ciste des Cous » étaient déjà visibles. Ces fouilles sommaires furent suivies d'une première restauration. Les Pierres-Folles furent léguées par Lucien Rousseau à la Société préhistorique française qui acheta peu après la « Ciste des Cous ». 
La datation du site au C14 se rapproche de 4 650 ans BP. 
Le site est classé au titre des monuments historiques en 1959. Il fut de nouveau fouillé et restauré en 1978 (« Ciste des Cous ») et 1991 (Pierres-Folles) par Roger Joussaume.

## Dolmen des Pierres-Folles
Les fouilles de Baudouin et Rousseau se limitèrent au creusement d'une grande tranchée au sud-est dans le tumulus et à la construction d'un mur de soutènement au nord. Les fouilles de 1991 ont pu mettre en évidence qu'il s'agissait d'un dolmen angevin.

### Architecture

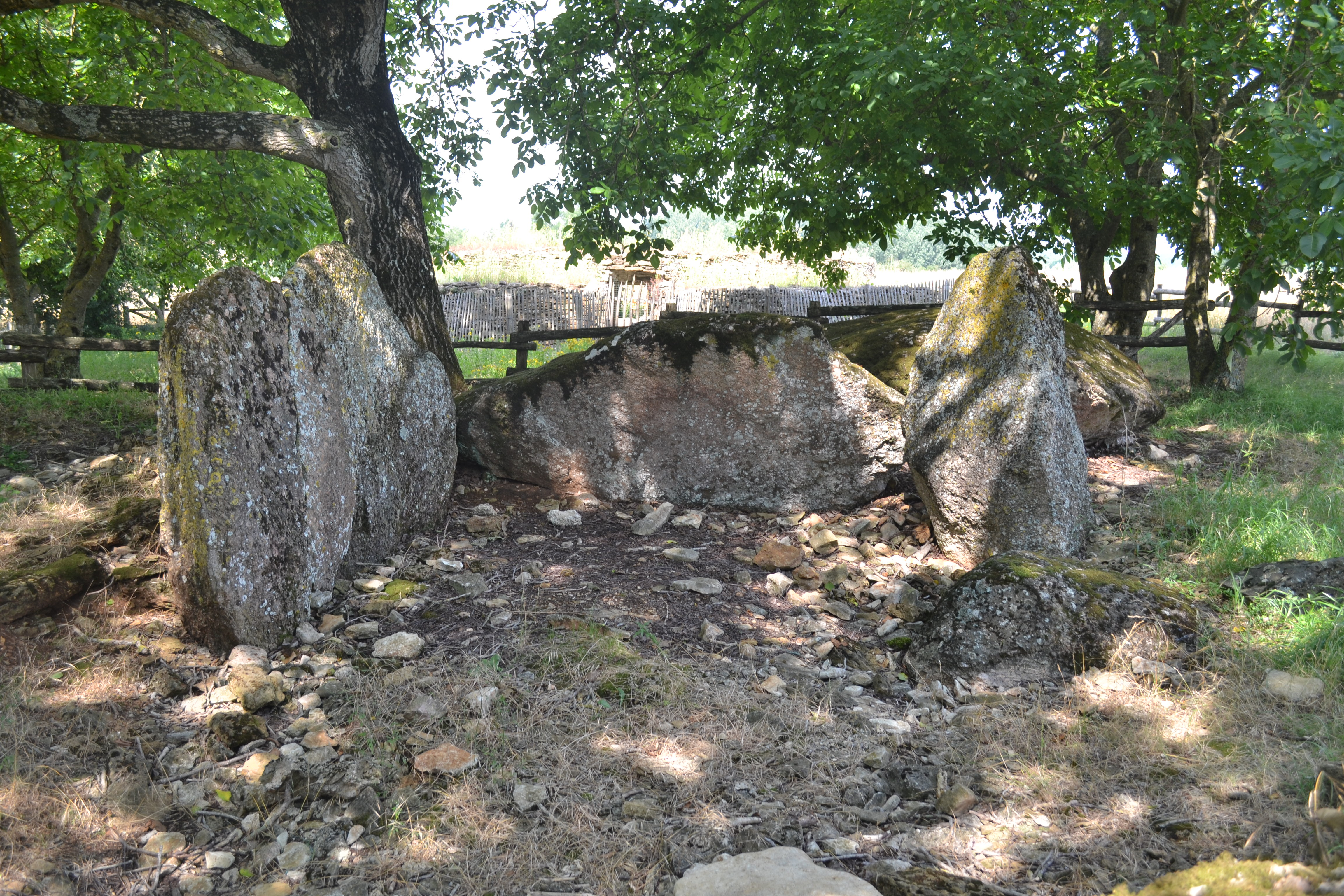
Dolmen des Pierres-Folles

Le cairn dolménique fut élevé directement sur le sol calcaire sous-jacent. Il fut probablement détruit dès l'âge du Bronze final, comme en témoignent les tessons de poterie retrouvés à la surface de sa partie résiduelle. Sa forme d'origine demeure ainsi inconnue mais son diamètre a pu atteindre au plus 7 m de large et il comportait un parement. La découverte des fosses de calage des orthostates a permis d'identifier une chambre sépulcrale d'environ 5 m de long sur 2,60 m de large. La dalle de chevet reposait directement sur le sol, sans fosse de calage, en s'appuyant sur les piliers latéraux. Elle ne devait pas atteindre le plafond de la chambre. L'ensemble fut totalement bouleversé par le creusement ultérieur d'un puits d'environ 2 m de profondeur réalisé par de probables chercheurs de trésor dès l'âge du Bronze. L'ensemble architectural pourrait avoir ressemblé à la Pierre Couverte de la Bajoulière.

### Matériel archéologique
Tous les niveaux furent profondément perturbés. Le matériel archéologique néolithique découvert est très pauvre, très atypique et ne permet pas une datation de la construction du monument. La céramique retrouvée correspond à un fragment de vase néolithique au profil légèrement concave et à quelques tessons provenant de trois ou quatre gobelets décorés attribués au Campaniforme. Le matériel lithique se limite à une pointe de flèche à ailerons et pédoncule de type Artenacien et les éléments de parure à un nique V-bouton à appendices du type « tortue ». Une petite applique en or, à bords rabattus et perforée à chaque extrémité, et un fragment d'alène en métal cuivreux ont aussi été découverts. Des objets métalliques à bords rabattus de ce type ont été retrouvés dans le Morbihan (dolmen de Roc'h Kerouaren) et dans la péninsule ibérique mais pas en Vendée. L'ensemble était complété par 150 coquilles de dentales, quelques dents et fragments osseux humains qui peuvent être rattachés à une période assez large allant du Néolithique au Chalcolithique.
L'essentiel du mobilier recueilli date de l'âge du Bronze, de l'époque gallo-romaine, du Moyen Âge et de l'époque moderne  : nombreux petits tessons de couleur brun foncé ou noire, céramique grise commune gallo-romaine, pièces en métal cuivreux (anneaux, tige bipointe, fragments de feuilles), clous en fer et débris de tuiles creuses. L'ensemble atteste d'une fréquentation du site bien postérieure à sa construction.

## Dolmen dit «Ciste des Cous»
Cette dénomination fut donnée par Marcel Baudouin qui crut y reconnaître lors de ses fouilles une chambre circulaire. Au cas particulier, l'assimilation de l'édifice à une ciste est totalement erronée mais l’appellation fut consacrée par son classement sous ce nom et elle est demeurée depuis. La fouille de 1978 a permis de reconstituer l'architecture et les étapes de la construction de ce dolmen à couloir. Le matériel archéologique associé provient du tamisage des déblais des fouilles de Baudouin et Rousseau et de la fouille en 1991 de la façade du monument.  

### Architecture
Le sol fut nettoyé, voire purifié, par le feu sur un espace circulaire d'environ 20 m de diamètre. Au centre, la chambre fut délimitée par une série d'orthostates dressés en cercle, le diamètre de celui-ci atteignant 4,50 m à 4,60 m, prolongé par un couloir de 2,50 m de longueur sur 1 m de largeur orienté est/sud-est. Toutes ces dalles furent enfoncées dans le sol jusqu'au rocher et maintenues en place par l'adossement d'un muret en pierres sèches. Le sol de la chambre et du couloir était soigneusement pavé de blocs de calcaire en opus incertum mais il n'est pas exclu que cet agencement résulte de la première restauration entreprise par Marcel Baudouin. Sur une hauteur d'environ 2,50 m, un mur de parement délimitait le contour extérieur du tumulus à environ 7,50 m du centre de la chambre. Cette première enceinte dessine la forme d'un prisme irrégulier. L'espace intérieur compris entre ce mur de parement externe et le muret interne bloquant les orthostates fut comblé avec des blocs de pierre. Selon les constats effectués par Marcel Baudouin, le couloir pourrait avoir été recouvert de dalles plates. La chambre elle-même fut recouverte par encorbellement.  
L'ensemble fut entouré d'une seconde enceinte constituée d'un mur large de 2,50 m sur une hauteur de 1,20 m à 1,40 m nécessitant une prolongation du couloir légèrement décalée par rapport à son axe d'origine. Côté ouest, là où la pente du terrain est la plus forte, la deuxième enceinte fut confortée par un petit mur de soutien d'une hauteur d'environ 0,60 m sur 1,50 m de large.

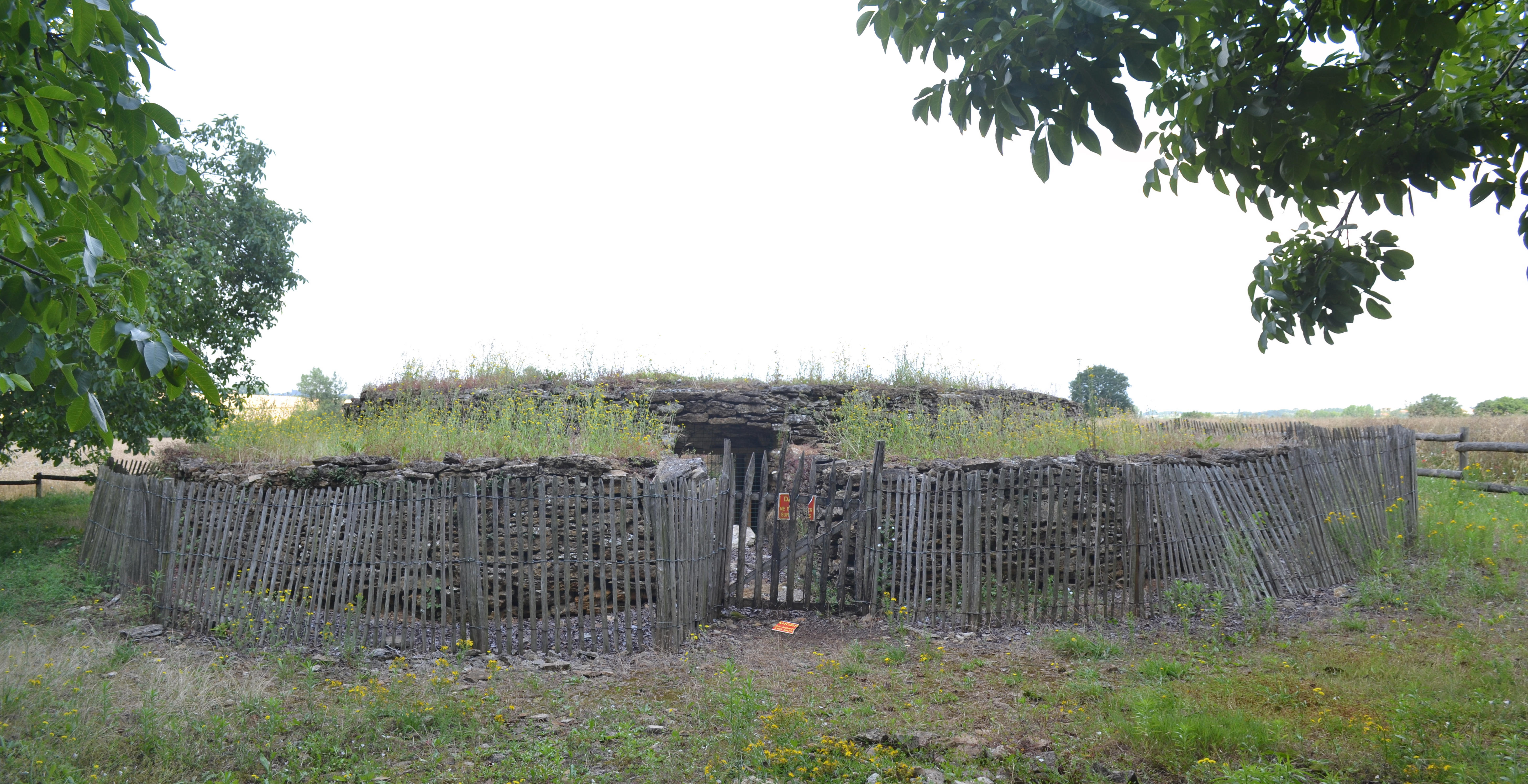
Restauration des deux enceintes
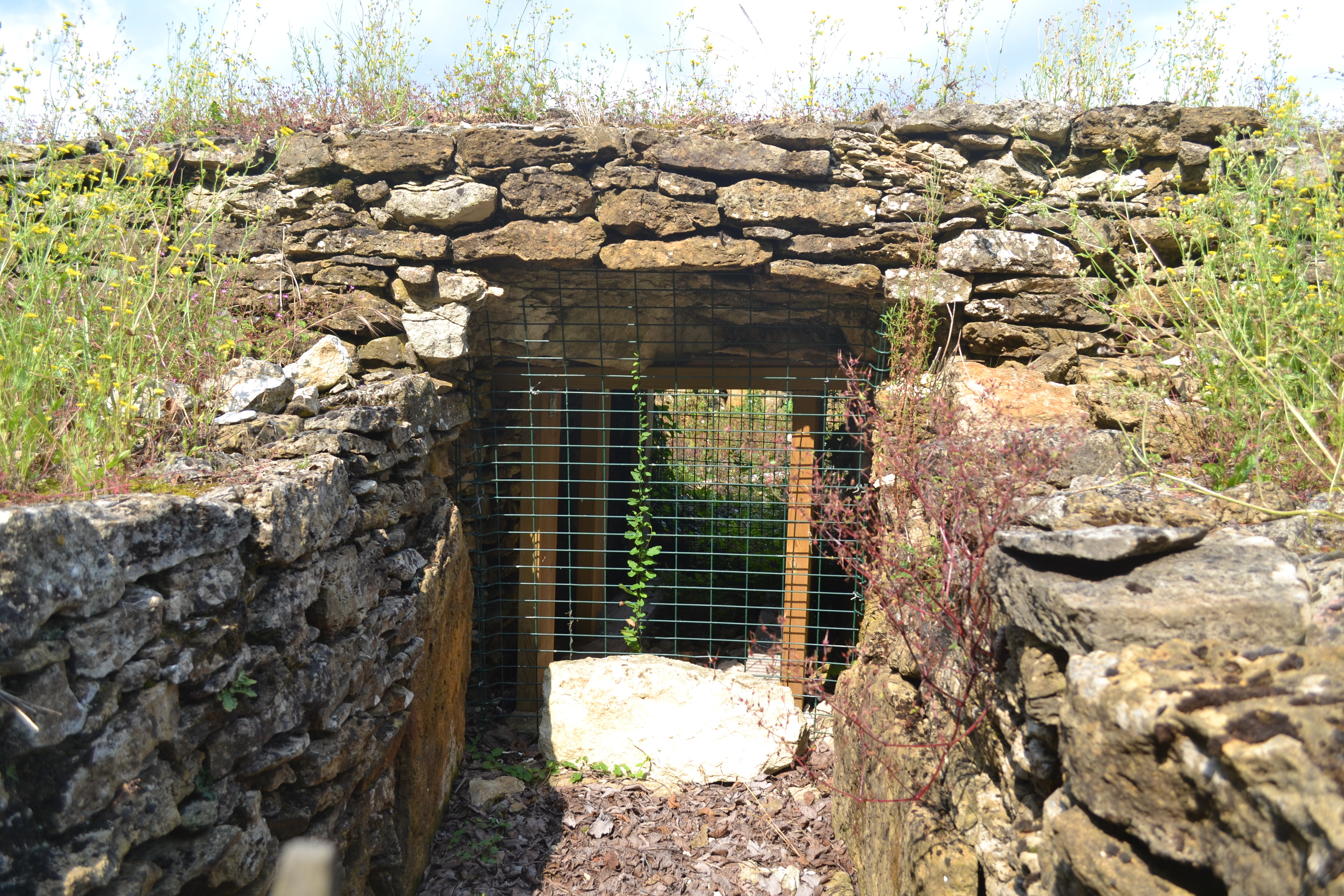
Entrée du couloir

### Sépultures
Selon Baudouin et Rousseau, les ossements humains retrouvés étaient regroupés en tas séparés, ne correspondant pas à des individus entiers ou à un seul squelette complet, recouverts de pierrailles et constituant un entassement conique au centre de la chambre. En 1913, après trois jours de fouilles, la chambre entièrement vidée livra environ 1 m3 d'ossements attribués selon les fouilleurs à au moins cent-vingt personnes dans la chambre et quinze dans le couloir. Compte tenu des ossements complémentaires (dont 471 dents et 18 rotules) retrouvés dans les délais des fouilles de 1913, l'estimation initiale pourrait être augmentée d'une quinzaine de sépultures. L'originalité de cette construction, qui « n'a rien de mégalithique », a conduit à envisager l'hypothèse qu'il aurait pu s'agir d'un ossuaire où « les corps étaient déposés près des parois et plus tard leurs ossements recueillis étaient déposés en tas séparés par des pierres au milieu de la chambre ».
D'après les six crânes, de type dolichocrânes, retrouvés, la taille des individus inhumés a été estimée entre 1,55 m et 1,65 m  pour les hommes et 1,53 m  pour les femmes.

### Matériel archéologique
Le matériel lithique retrouvé se compose de sept armatures à tranchant transversal (généralement attribuées au Chasséen), de deux couteaux à dos, d'une lamelle, d'une trentaine d'éclats de silex et d'un important fragment d'une hache polie en silex. Divers objets lithiques appartenant à la collection de Lucien Rousseau (1 armature à tranchant transversal, 4 grattoirs, 1 racloir, 1 couteau à dos, 5 lames, 3 lamelles et 15 éclats) proviennent peut-être du site.
Les éléments de parure sont constitués de 113 perles en calcaire (Baudouin en avait déjà recueilli 194 du même type), de 8 dentales sciées (en plus des 13 découvertes par Baudouin), de dents animales perforées (1 d'un petit carnivore, 1 incisive de bovidé, 22 issues des fouilles de Baudouin), 2 fragments de lamelle en défense de sanglier et 1 fragment de pendeloque. Il existe aussi une pendeloque en jadéite et un fragment de pendeloque dans la collection Rousseau.
Les outils en os se limitent à des restes de deux poinçons (3 supplémentaires dans la collection Rousseau).
La céramique est représentée par divers tessons (dont des fragments de bols) et les restes d'une quinzaine de vases englobant des bols globulaires à col concave et des bols simples portant parfois un bouton unique. L'ensemble est assez homogène, aucun tesson n'était décoré, il appartiendrait à un groupe du Néolithique moyen antérieur au Chasséen.